# Ліцензія на злочини
«Ліцензія на злочини» (рос. Лицензия на преступления) — російськомовний художньо-документальний фільм 2019 року знятий в Україні на замовлення ГО «Кавальер».
Творці фільму позиціонують його, як результат журналістського розслідування, стосовно дій релігійних православних екстремістів по знищенню інакомислення в Російській федерації, під прикриттям патріотизму.
В одному із інтерв'ю німецька політична діячка Марілуїзе Бек відмітила, що фільм доволі якісно висвітлює приховану політику Росії.

## Сюжет
Центральну сюжетну лінію в фільмі займає висвітлення явища релігійного екстремізму, на прикладі подій в Російській Федерації.
В художню основу фільму покладена історія людини, яка не захотіла брати участь в проведенні підпалів кінотеатрів, під час трансляції фільму «Матильда», покинула Росію і передала «Підручник патріотів Росії» громадській організації «Кавальер», по якому, за словами цієї ж людини, проводилася їх підготовка для знищення «інакомислення». На думку авторів підручника, Російська Федерація має чотири типи ворогів — вороги держави, церкви, державної політики, державної політики. Тих, хто підпадає під одну з цих чотирьох категорій, автори підручника називають «особливим контингентом», який повинен або припинити свою діяльність, або має бути знищений. Далі йде детальний опис трьох рівнів навчання та методів, якими користуються російські «патріоти». У фільмі експерти із України і Європи дали оцінку і провели аналіз «Підручника патріотів» на можливість його походження. Також у фільмі представлена система, яка використовується владою Росії проти проявів інакомислення. Фільм зібрав події останніх років в єдину картинку і показав, що релігійний екстремізм в Росії не хаотичний, а є проявом негласної політики держави. Художня частина фільму являє собою відтворення подій, розказаних їх очевидцем.

## Історія створення
За рік до виходу фільму на електронну скриньку ГО «Кавальер» прийшло повідомлення, в якому містився так званий «Підручник патріотів Росії». За своїм змістом підручник був схожий на посібник по відбору і підготовці релігійних екстремістів. Щоб відповісти на питання щодо походження підручнику, автори фільму звернулися до різних експертів. Підручник датувався 2014 роком, якраз тоді в Україні відбулася анексія Криму і розпочалася війна на Сході України.

## В ролях
На додачу до аналітичної частини, у фільмі також відводиться близько 30 % хронометражу на художню реконструкцію подій 2015—2017 року, яку допомогли втілити Анатолій Пашинін, Стас Домбровський та інші молоді актори.
Експертами у фільмі виступили:
- Олег Мальцев — академік Української Академії наук, кандидат психологічних наук, експерт в області безпеки;
- Массімо Інтровіньє — професор, доктор філософії, соціолог релігій (Італія);
- Олександр Саінчин — доктор юридичних наук, професор;
- Віллі Фотре (Willy Fautre) — засновник і директор організації «Права людини без кордонів[en]» (Бельгія);
- Ольга Панченко — директор адвокатської компанії «Редут»;
- Ірина Лопатюк — науковий співробітник НДІ «Криміналістика»;
- Андрій Макаркін — адвокат, а також інші експерти, які з'являються у фільмі з короткими фразами.

## Відгуки кінокритиків
Після прем'єрного показу фільму у 2019 році під-час презентації фільму професор та віце-президент Української асоціації релігієзнавців Людмила Филипович схвально відгукнулася про фільм назвавши його «фільмом-застереженням» та заявила, що у фільмі зібрано цікаву інформацію, яка розповідає про те, як працюють в Росії спецслужби для того, щоб створити атмосферу страху в своїй країні і таку ж атмосферу страху нав'язати іншим країнам.
Після виходу фільму «Ліцензія на злочини» в Українській академії наук (УАН) пройшло засідання, на якому було обговорено загрози релігійного екстремізму, проблематику яких підняв фільм, а один з академіків УАН Олег Мальцев, порівняв фільм «Ліцензія на злочини» зі щепленням.